# محمود الهاشمي الشاهرودي
السيد محمود الهاشمي الشاهرودي (بالفارسية: سید محمود هاشمی شاهرودی) (1 سبتمبر 1948 - 24 ديسمبر 2018) هو سياسي ومرجع دين عراقي-إيراني.
نال درجة الاجتهاد في حوزة النجف من قبل أستاذه محمد باقر الصدر. كان من مؤسسي المجلس الأعلى للثورة الإسلامية في العراق وتولّى رئاسته لأربع دورات عقب تأسيس المجلس في مطلع عقد الثمانينيات.
شغل محمود الشاهرودي منصب رئاسة السلطة القضائية في إيران لدورتين (1999-2009). تولى رئاسة الهيئة العليا لحل الخلاف وتنظيم العلاقات بين السلطات الثلاث، وعيِّن رئيسا في مجمع تشخيص مصلحة النظام وعضوا في مجلس صيانة الدستور من قبل المرشد الأعلى في إيران علي خامنئي. كما كان عضواً في المجمع العالمي لأهل البيت ومجمع التقريب بين المذاهب الإسلامية.
بعد الانتهاء من دروس مرحلة السطوح في النجف، أصبح طالبًا خاصًا لمحمد باقر الصدر في السبعينات في درس الفقه وأصول الفقه ونال درجة الاجتهاد من قبل أستاذه. كما حاضر دروس أساتذة آخرين مثل أبو القاسم الخوئي وروح الله الخميني. بعد عودته إلى قم، منذ عام 1980 قام بتدريس مرحلة خارج الفقه وأصول الفقه.

## النشأة

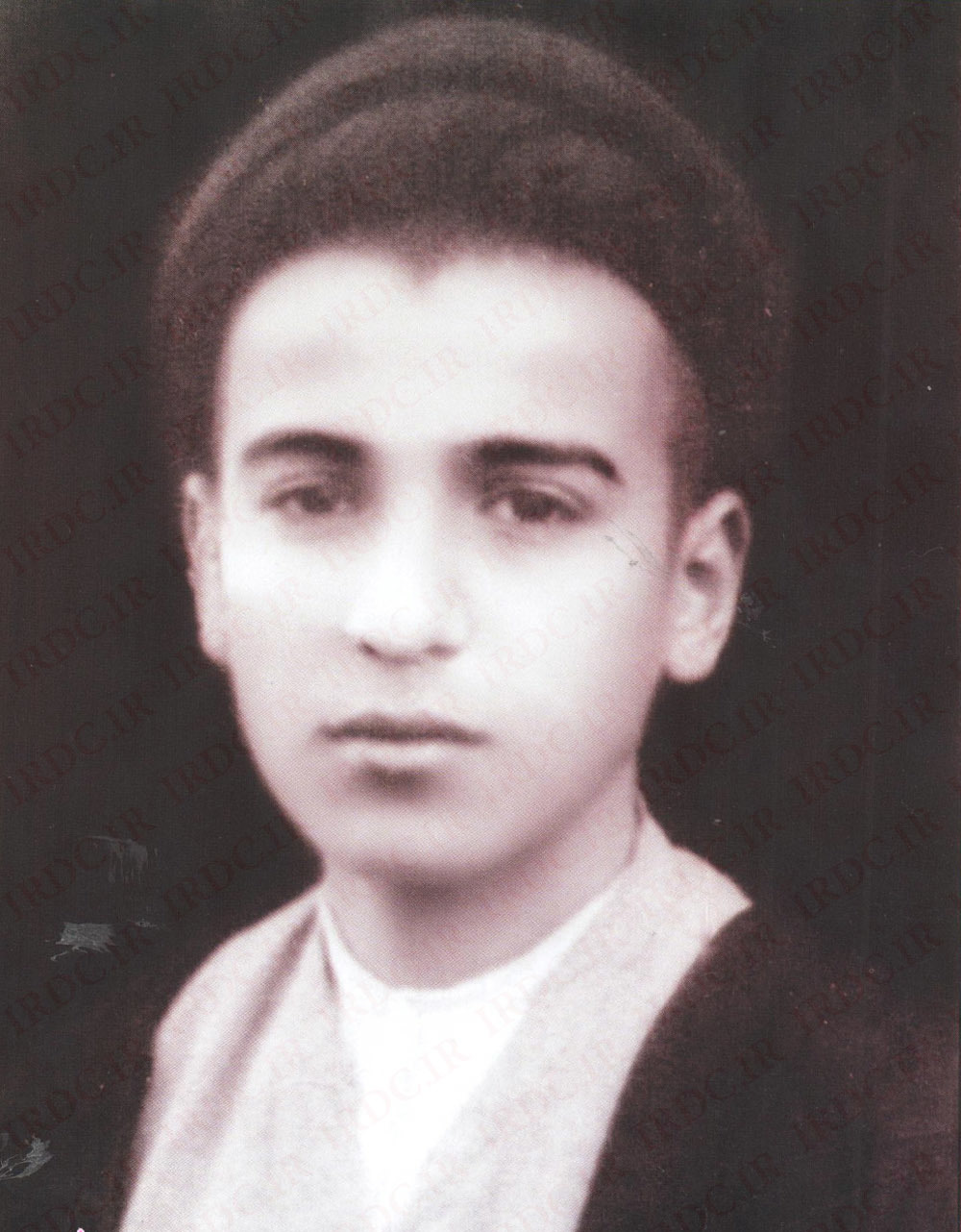
محمود الهاشمي الشاهرودي في سن المراهقة

ولد محمود الشاهرودي في الثاني من ذي القعدة عام 1367 هـ/ 15 آب 1948م، بمدينة النجف، في عائلة متدينة تنحدر أصولها من مدينة شاهرود في إقليم سمنان. كان والده علي الهاشمي الشاهرودي رجل دين ومن تلامذة أبو القاسم الموسوي الخوئي وكان جدّه علي أكبر الهاشمي الشاهرودي، الذي هاجر من مدينة شاهرود إلى كربلاء لمجاورة مرقد الإمام الحسين. أما والدته فكانت بنت آية الله علي مدد الموسوي القائيني، الذي كان أحد علماء قرية سيدان التابعة لمدينة بيرجند.

## دراسته
درس الابتدائية والثانوية في المدرسة العلوية في مدينة النجف، وكان إلى جانب ذلك يتلقّى دروس العلوم الدينية عند الشيخ هادي السيستاني، وفي عام 1381 هـ قرّر الدخول في الحوزة العلمية، فعارضه الكثيرون لفعل ذلك باستثناء جده السيد علي أكبر الشاهرودي، وهو قام بتشجيعه لدراسة العلوم الدينية. فدخل حوزة النجف وكان عمره ست عشرة سنة. أنهى مرحلتي المقدمات والسطح في سنين قلائل، ثم درس الدراسات العليا، وتتلمذ على يد ثلة من كبار العلماء في عصره ومن أبرزهم:
- محمد باقر الصدر.
- الإمام الخميني.
- أبو القاسم الخوئي.

أمضى سنين كثيرة لاخذ دروس خارج الفقه والأصول، حتی نال درجة الاجتهاد من قبل أستاذه محمد باقر الصدر في عام 1399هـ، وكان عمره آنذاك يناهز ثلاثين عاما.

## حياته السياسية

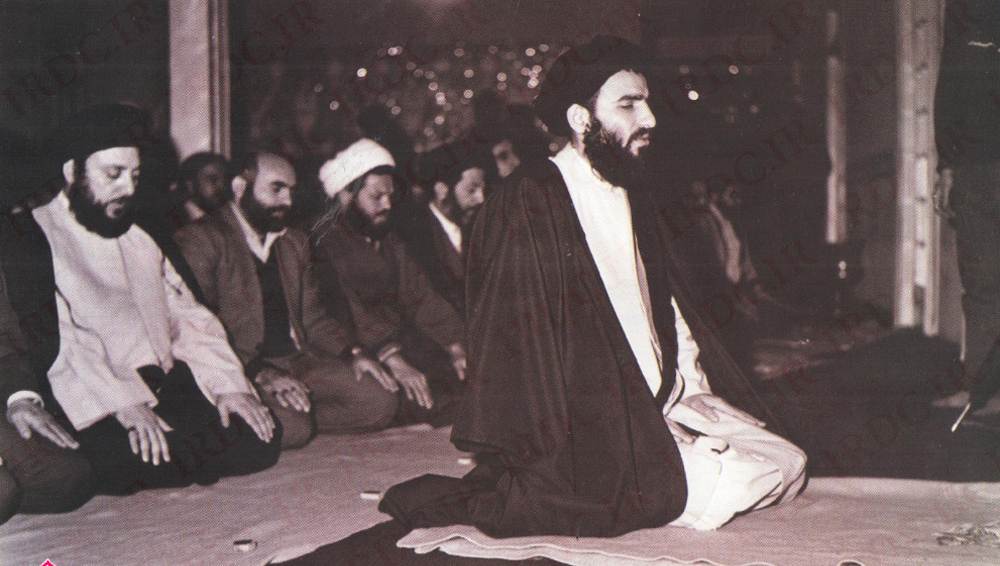
إقتداء محمد باقر الحكيم بالهاشمي الشاهرودي في الصلوة.

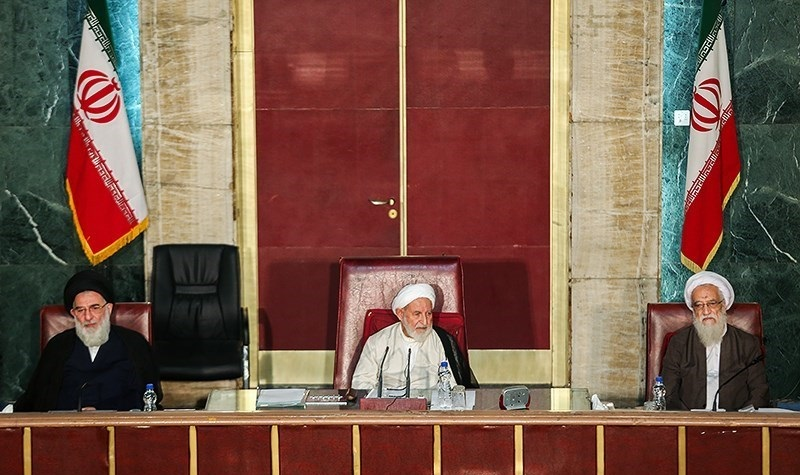
اجتماع لمجلس خبراء القيادة في دورته الرابعة. من اليسار: السيد محمود الشاهرودي، السيد محمد يزدي والسيد محمدعلي الموحدي الكرماني.

اعتقل محمود الشاهرودي من قبل الحكومة العراقية عام 1974 لارتباطه الوثيق بالحركة الإسلامية المرتبطة آنذاك بتلامذة محمد باقر الصدر. فلاقى التعذيب الجسدي والنفسي في مديرية الأمن العامة، وبعد إطلاق سراحه منع من السفر ومن ممارسة أي نشاط ديني وثقافي داخل العراق.

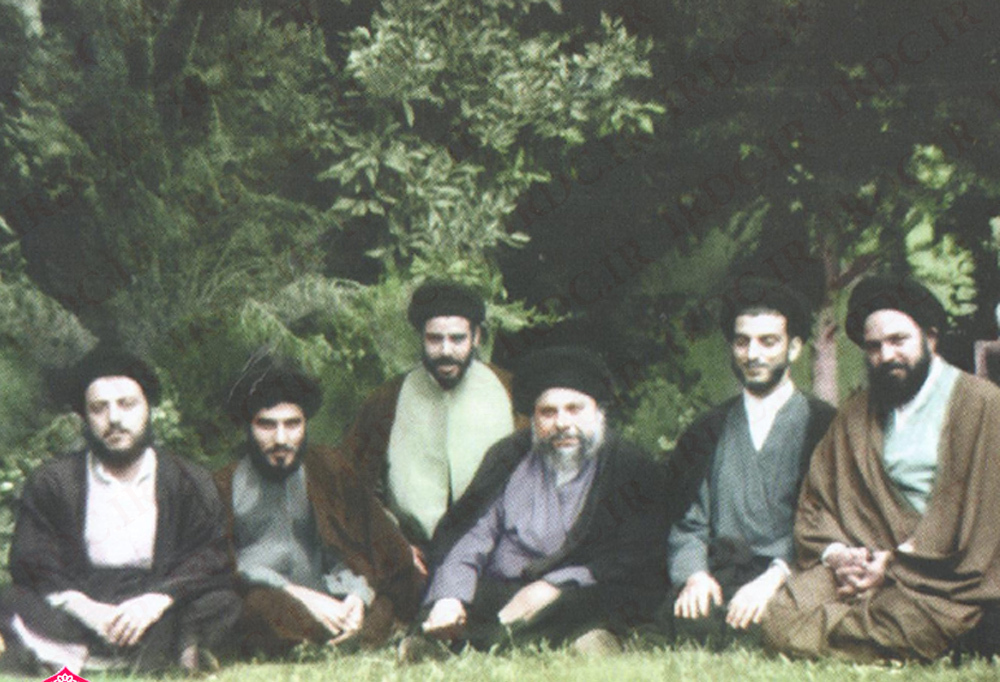
الشاهرودي بجانب محمد باقر الحكيم ومحمد باقر الصدر

في يناير 1979، بعد سقوط نظام الشاه أثر قيام الثورة الإسلامية في إيران ازدادت نشاطات الشيعة في الكثير من المدن العراقية بالقيام بتظاهرات ضد النظام، فاتهم الشاهرودي بأنّه من المحرّكين والمحرّضين على التظاهرات، فصدر قرار بإلقاء القبض عليه من مديرية الأمن العامة، فاضطر إلى السفر خارج العراق فوراً، بإيعاز من محمد باقر الصدر، فسافر إلى الكويت ومن ثم إلى إيران.
وبعد وصوله لإيران في آذار/مارس 1979 شغل منصب الوكيل العام والممثل الخاص لمحمد باقر الصدر لدى الخميني، وقام بنشاطات عديدة لدعم المعارضة العراقية، فأسس جماعة العلماء المجاهدين، وشارك في تشكيل المجلس الاعلى للثورة الاسلامية في العراق وتولّى رئاسة المجلس الأعلى لمدّة أربع دورات. وكان يشارك في مؤتمرات عديدة لدعم الشعب العراقي كمؤتمر الكوادر العراقية، ومؤتمر جرائم صدام، وغيرها.
ومنها مشاركته في المؤتمر الخاص ببنك التنمية الإسلامية، الذي انعقد في جدة عام 1398 هـ، كممثل عام للسيد محمد باقر الصدر، حيث ألقى فيه مقالة تطرق فيها إلى موضوع «وضع الأرصدة في البنوك الأجنبية والانتفاع بفوائدها» من وجهة النظر الإسلامية، وقد نشرت هذه المقالة في إحدى المجلات الفصلية التي تصدر عن منظمة الإعلام الإسلامي، وذلك بعد انتصار الثورة الإسلامية.
وللسيد الهاشمي مشاركات فعالة في مجال المؤتمرات الإسلامية الفكرية، والاجتماعات التي يقيمها مجمع أهل البيت العالمي، ومجمع التقريب بين المذاهب الإسلامية، والحوزة العلمية في مدينة قم، والتجمعات التي تقام في مدينة مشهد.
ترأس محمود الشاهرودي أول مؤتمر فقهي اختصاصي دعا إليه الخميني، وكان تحت عنوان «تأثير الزمان والمكان على الاجتهاد»، وكذلك ترأس المؤتمر الأول لدائرة معارف الفقه الإسلامي لمذهب أهل البيت، الذي انعقد في مدينة قم.

### مناصبه

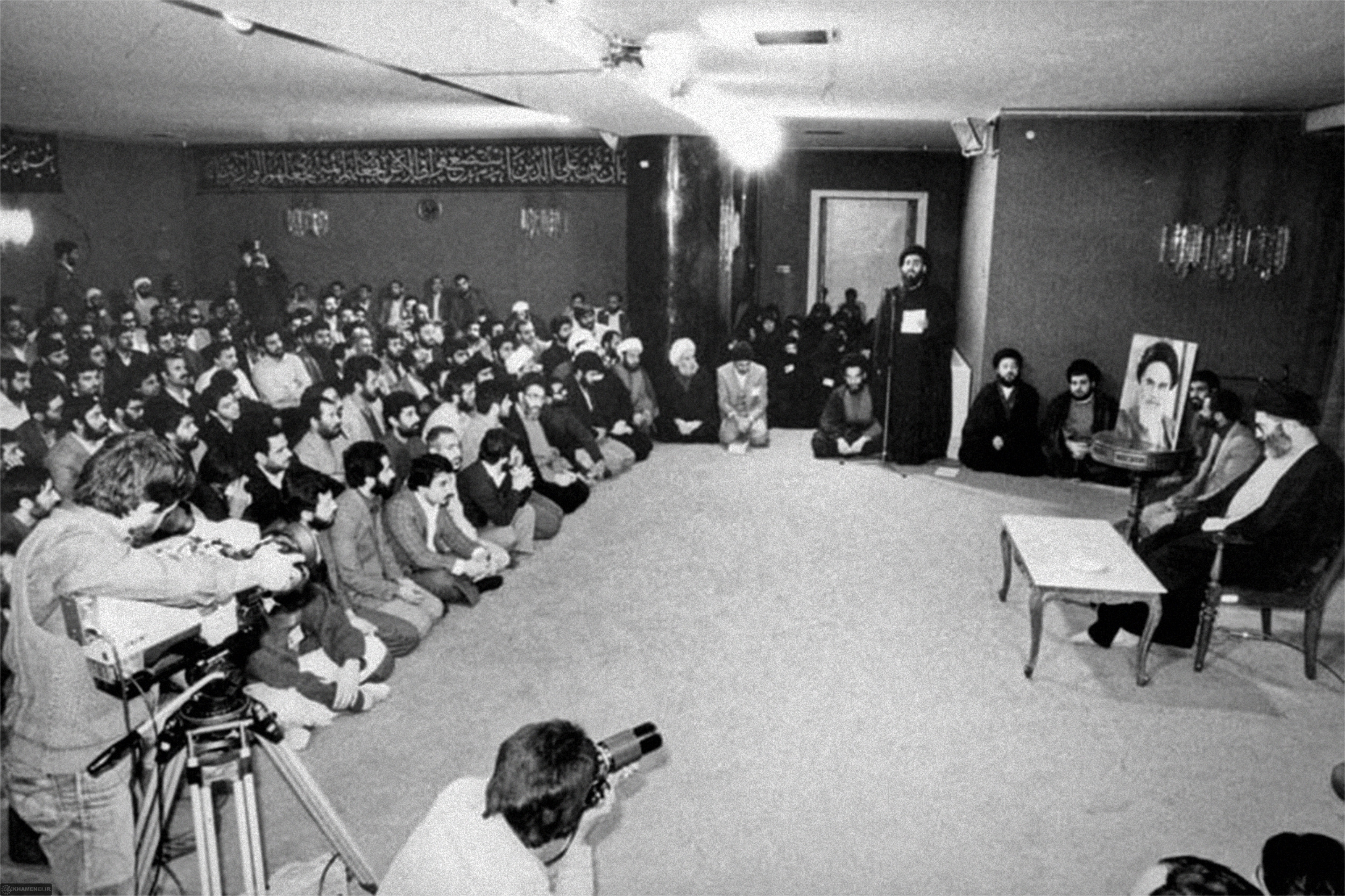
خطاب الهاشمي الشاهرودي خلال الاجتماع مع أعضاء المجلس الأعلى للثورة الإسلامية في العراق، 20 أبريل 1982

تولّی وشغل عدة مناصب سياسية وقضائية في إيران، ففي عام 1994 كان عضوا في مجلس صيانة الدستور، وهو مجلس وظيفته الإشراف علی عمل مجلس الشورى الإسلامي. ثم عينه المرشد الأعلی في إيران علي خامنئي، رئيسا للسلطة القضائية في عام 1999م، فتسلم رئاسة السلطة القضائية لمدة عشر سنوات. وشغل خلال الفترة الأخيرة من حياته منصب رئاسة الهيئة العليا لحل الخلاف وتنظيم العلاقات بين السلطات الثلاث في إيران، والتي تشكلت بأمر من خامنئي في عام 2011، وهو أيضا عضو في مجلس خبراء القيادة ومجلس صيانة الدستور. وقد عينه المرشد علي الخامنئي أخيراً رئيساً لمجمع تشخيص مصلحة النظام.

## تدريسه

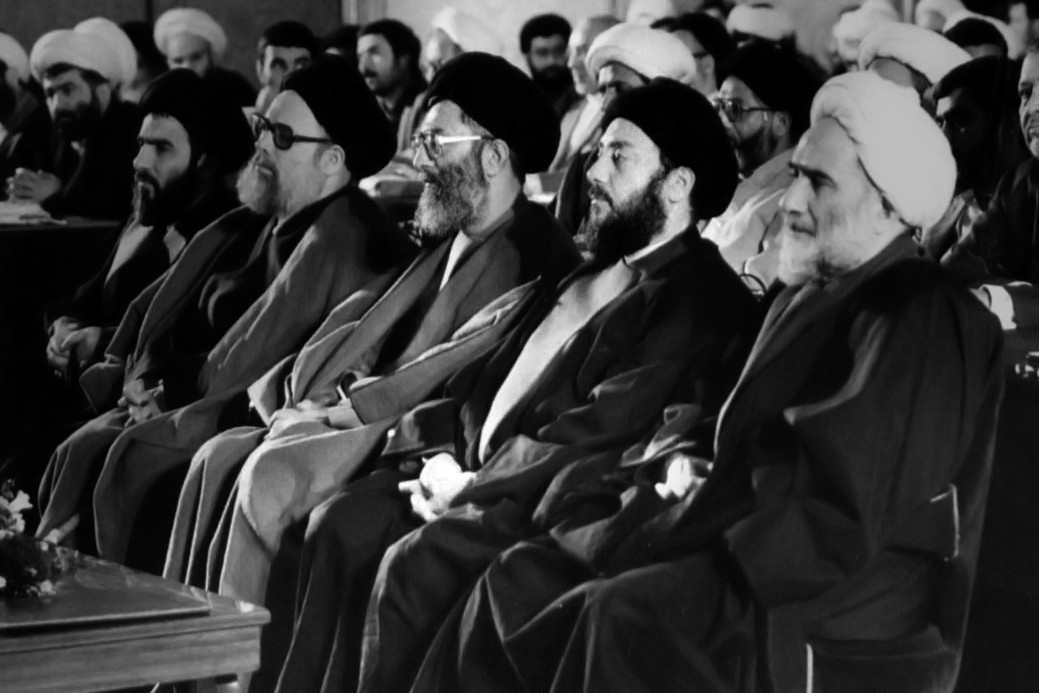
محمود هاشمي شاهرودي مع علي خامنئي ومحمد باقر الحكيم في مؤتمر الفكر الإسلامي السادس في طهران، فبراير 1988

انضم إلى الحوزة العلمية في مدينة قم عام 1402 هـ وبدأ بتدريس البحث الخارج في الفقه والأصول، أعلى مستوى في الحوزة. ومن المواد التي قام بتدريسها هي حقوق الجزاء في الإسلام، الإيجار والبيع والمضاربة والمشاركة والمساقاة والمزارعة والصوم.

## المؤلفات

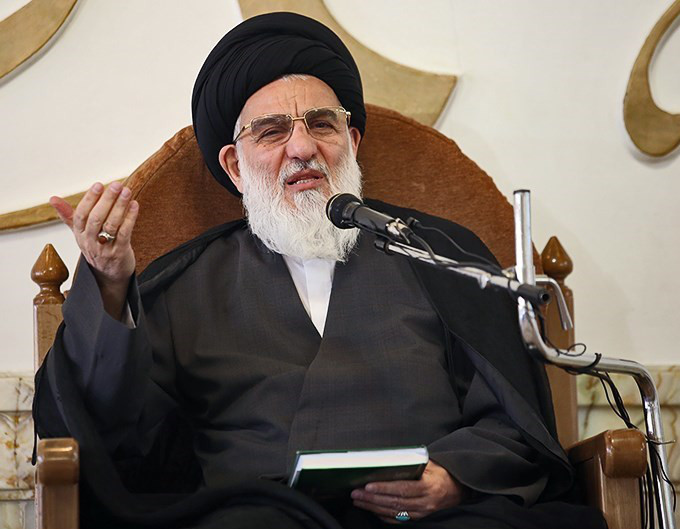
السيد محمود الشاهرودي يُدرّس دروس مرحلة الخارج في الفقه في حرم السيدة فاطمة المعصومة في مدينة قم ، أبريل 2015.

كانت له مؤلفات عديدة في التفسير والفقه وأصول الفقه، أبرزها:
- بحوث في علم الاُصول: يتضمّن هذا الكتاب تقريرات الأبحاث الاُصولية لمحمد باقر الصدر ويتكون من 7 أجزاء.
- قاعدة الفراغ والتجاوز.
- قراءات فقهية معاصرة: تتكون من جزئين، تحتوي على موضوعات ومسائل مستحدثة جديدة، تمثّل قراءات اجتهادية للواقع المعاصر على ضوء الشريعة الإسلامية.
- النظرة الكونية.
- مصدر التشريع ونظام الحكم في الإسلام.
- التفسير الموضوعي لنهج البلاغة.
- الصوم تربية وهداية.
- المحصول في علم الاُصول
- منهاج الصالحين: رسالة عملية تتكون من جزئين.
- مناسك الحج.
- صحيفة العدالة: تحتوي على مجموعة مواضيع حقوقية، قضائية، اجتماعية، تتضمن 6 مجلدات، وهي مكتوبة بالفارسية.
- الحكومة الإسلامية.
- نظرة جديد في ولاية الفقيه.[12]

## وفاته

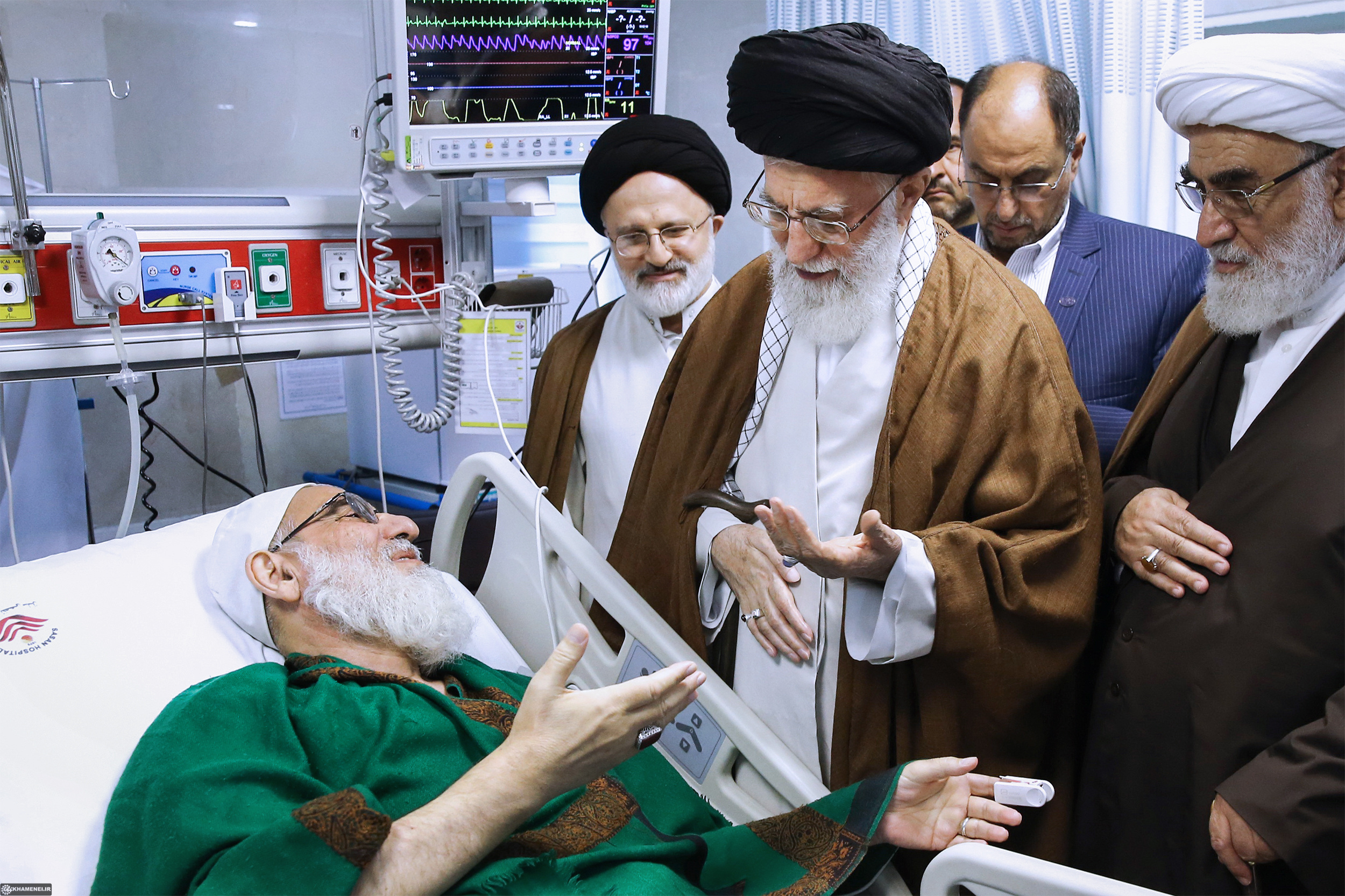
زيارة علی خامنئي هاشمي شاهرودي أثناء الاستشفاء

توفى محمود الشاهرودي في يوم الأثنين الموافق 15 ربيع الآخر 1440هـ/ 24 ديسمبر 2018 في مستشفی خاتم الأنبیاء في طهران.

## طالع أيضًا
- قائمة العرب الإيرانيين
- صادق لاريجاني

## وصلات خارجية
- موقع السيد محمود الهاشمي الشاهرودي

| المناصب السياسية | المناصب السياسية                         | المناصب السياسية   |
| ---------------- | ---------------------------------------- | ------------------ |
| سبقه محمد يزدي   | رئيس السلطة القضائية الإيرانية 1999–2009 | تبعه صادق لاريجاني |